# 摩天大楼 (网络剧)
《摩天大楼》(英语: A Murderous Affair in Horizon Tower)，2020年推出的中國大陸首部女性向悬疑剧，改編自陳雪同名长篇小說。该剧由陈正道、許肇任、吴中天执导，郭涛、杨子姗领衔主演，杨颖、焦刚、刘丹、倪虹洁、吕聿来、郑人硕等主演。该剧讲述了摩天大楼内发生了一起离奇命案，刑警队长钟敬国和搭档杨蕊森勘破层层迷雾，揭开命案真相的故事。于2020年8月19日在腾讯视频首播。

## 劇情簡介
在一幢高档的摩天大楼里，某晚整栋大楼突然停电，楼下咖啡店的美女老板钟美宝被害于自己的家中，房间没有撬锁的痕迹，法医诊断为头部外伤后一氧化碳中毒而造成的死亡。老刑警钟敬国（郭涛 饰）和新人警察杨蕊森（杨子姗 饰），师徒二人联手破案，在抽丝剥茧之间发现了整栋大楼隐藏着匪夷所思的人际关系，保安、邻居、建筑师、中介、保洁阿姨、小说家，每个人都有不可告人的秘密，真相更加扑朔迷离。

## 演員列表

### 主要演員
| 演員                                              | 角色           | 粵語配音 | 介紹 |
| 郭涛                                              | 鍾敬國         |          | 鍾敬國是個老刑警了，看起來吊兒郎當，不着邊際，從警多年，自己之前帶的助理都升成自己的領導了，他不僅原地踏步，還被某個案件的當事人誣陷為“性騷擾”，面臨停職的處分。直男癌晚期患者，雖然是警察，但內心卻覺得“女孩子穿得暴露就是引人犯罪”“長得沒那麼好看就不擔心被殺”，此類觀點經常被楊蕊森吐槽性別歧視。 |
| 楊子姍                                            | 楊蕊森         | 陳雪瑩   | 警隊新人，鍾敬國的徒弟，熱血、好奇心強，也正是她執着地追尋真相，才使得鍾美寶的秘密一點點被挖了出來。隨着案件抽絲剝繭後漸漸明朗起來，楊蕊森為摩天大樓中的幾位女性的遭遇所痛心，通過全盤審視後生出質疑，甚至對自己的立場有過短暫的動搖。                                                               |
| Angelababy 幼年：陳羽汐 童年：王聖迪 少年：張煜雯 | 鍾美寶         | 石梓晴   | 摩天大廈C棟20樓住户，咖啡店店長，被害人。鍾美寶是破碎的，因為她小時候被性侵，這樣的童年陰影不可能不伴隨鍾美寶的一生。有過這種經歷的人，只有在深夜才會表露出絕望。 |
| 倪虹潔                                            | 鍾潔           | 鄧潔麗   | 顏永原妻子，鍾美寶、顏俊的母親。鍾潔屢屢被顏永原家暴並打進了醫院，葉美麗同情鍾潔的遭遇，想帶着她與兩個孩子逃離。鍾潔未能擺脱顏永原的控制，萬念俱灰之下跳樓自殺。 |
| 焦剛                                              | 顏永原         |          | 鍾潔的丈夫，顏俊的父親，鍾美寶的繼父。他嗜酒、暴戾、不負責任，但在傳統男權社會里，顏永原這樣的惡魔得到太多“庇護”，他並未因他對女人和孩子的傷害付出真正的法律代價。 |
| 曹恩齊 童年：王堂堂 少年：宋子瑜                  | 顏俊／葉舒俊   |          | 鋼琴師，鍾美寶弟弟。他跟美寶是同母異父的姐弟。在顏俊的童年時期，由於父親的一些邪惡舉動，給他留下了童年陰影，即便之後顏俊逃離這個家庭改名換姓，卻依舊逃不過父親的魔爪。 |
| 刘丹                                              | 葉美麗／李桂兰 | 王夢華   | 摩天大樓的保潔員，曾經是醫生，原名李桂蘭，葉美麗同情鍾潔的遭遇，想帶着她與兩個孩子逃離。在鍾潔跳樓自殺後，葉美麗帶走顏俊，將其撫養長大。 |
| 呂聿來                                            | 謝保羅         | 杜景煜   | 保安。這個畢業於名校、曾在銀行工作的男人在交通意外中撞死了人，極大的負罪感讓他在將自己的所有積蓄賠償給對方後，又主動與女友分了手，來到摩天大樓裏做起了保安。 |
| 汪洋                                              | 孫婷           |          | 謝保羅女友。 |
| 高睿菲兒                                          | 輪椅女孩       |          | 謝保羅喜歡的人。 |
| 鄭人碩 少年：张治洲                               | 林大森         | 楊耀泰   | 建築師，有錢有地位，妻子茉莉是建築界大師的女兒。表面風光無限，背後卻是個軟飯硬吃的“鳳凰男”，不僅偷妻子的設計，還與鍾美寶一直保持情人關係。 |
| 張柏嘉 少年：米拉                                 | 李茉莉         | 廖杏茵   | 摩天大樓的住户，林大森的妻子，建築師。與丈夫林大森同一所大學畢業，才能卻無處施展。就連她自己的父親，都認為女性的天職就應是結婚、生子。 |
| 金世佳                                            | 楊蕊森男友     |          | |
| 马亮                                              | 林夢宇         |          | 沈美琪的丈夫，摩天大樓的住户。大樓內的王牌中介，一半以上的買賣租賃通過他成交。他常與情人在樓內各間空房內偷情。他不僅迷戀咖啡店美女店長鍾美寶，更喜歡待在她隔壁的空房間裏偷窺鍾美寶。 |
| 毛雪雯                                            | 沈美琪         |          | 摩天大樓的住户，林夢宇太太，是唯一知道鍾美寶死亡真相的人，但她不願為其洗雪沉冤。原因僅僅是嫉妒，嫉妒鍾美寶擁有自己不曾有的美貌，嫉妒鍾美寶的温柔、友善吸引了一眾男人的心包括自己的丈夫。 |
| 孔雁                                              | 吳明月         | 姜嘉蕾   | 摩天大樓的住户，鍾美寶的隔壁鄰居，暢銷小説家。和男友出國旅行時，男友不幸在國外遭遇誤殺。吳明月崩潰了，並由此患上恐曠症，再也不敢出門。 |
| 馬小媛 少年：姜来                                 | 丁小玲         |          | 摩天大廈的住户，鍾美寶鄰居。從小頂着“不檢點”的污名長大，曾經被父母送去私營的感化院，在裏面結識了鍾美寶和李茉莉，三個女孩在感化院裏彼此幫助相互救贖。 |

## 製作
- 《摩天大楼》为《催眠大师》《记忆大师》后，陈正道导演大师三部曲的尾章。
- 该剧是杨子姗和导演陈正道的第五次合作，两人曾在《重返20岁》、《记忆大师》、《天亮之前》、《结爱·千岁大人的初恋》等作品中多次合作。
- 该电视剧的主要取景地在成都[2]。
- 原著书中故事的发生地在新北市双和，是作者陈雪本人曾经生活过的地方[3]。

## 电视节目的变迁
| 香港 港台电视31 國劇夜場 星期一至五 22:00 - 23:00 | 香港 港台电视31 國劇夜場 星期一至五 22:00 - 23:00 | 香港 港台电视31 國劇夜場 星期一至五 22:00 - 23:00 |
| ------------------------------------------------- | ------------------------------------------------- | ------------------------------------------------- |
|                                                   | 摩天大樓 （2022年5月19日 - 2022年6月9日）         |                                                   |
| 叛逆者 （2022年3月17日 - 2022年5月18日）          | 淘金 （2022年6月10日 - 2022年6月27日）            |                                                   |